# Списак страних делегација на сахрани Јосипа Броза Тита
Сахрани Јосипа Броза Тита (1892—1980), доживотног председника Социјалистичке Федеративне Републике Југославије (СФРЈ) и Савеза комуниста Југославије (СКЈ), маршала Југославије и врховног команданта оружаних снага СФРЈ и једног од оснивача Покрета несврстаних, 8. маја 1980. године у Београду присуствовало је 209 делегација из 128 земаља света.
Од укупно 209 делегација — 124 су биле званичне државне делегације, 9 делегација међународних организација 68 делегације политичких странака, 3 делегације ослободилачких покрета и 5 осталих делегација. На челу 124 државне делегације налазило се 38 шефова држава (краљева и председника), 5 принчева, 7 потпредседника република, 6 председника парламената, 10 председника влада, 3 потпредседника влада, 12 министара иностраних послова, 20 чланова влада и 21 државни функционер.
Организација уједињених нација је 1980. године бројала 163 земље чланице, од чега је њих 124 (76%) послало делегације на сахрану, њих 25 (15%) није послало делегације, док је њих 14 (9%) имало заједничку делегацију у оквиру делегације Британског Комонвелта. Због великог броја делегација из преко 75% земаља света сахрана Јосипа Броза Тита се сматра најпосећенијом сахраном неког државника у историји.

## Државне делегације
Списак 124 државне делегације које су присуствовале сахрани:
1. Демократска Република Авганистан — делегацију Авганистана сачињавали су:
  1. Султан Али Киштаманд, потпредседник Владе и члан Политбироа Народне демократске партије Авганистана (НДПА)
  2. Шах Мохамед Дост, министар иностраних послова
2. Народна Социјалистичка Република Албанија — делегацију Албаније сачињавао је:
  1. Сократ Плака, амбасадор Албаније у СФРЈ
3. Народна Демократска Република Алжир — делегацију Алжира сачињавали су:
  1. Шадли Бенџедид, председник Републике и генерални секретар Фронта националног ослобођења (ФЛН)
  2. Битат Рабах, председник Народне скупштине и члан Политбироа ЦК ФЛН
  3. Мохамед Јала, министар финансија и члан ЦК ФЛН
  4. Мохамед Бењахија, министар иностраних послова и члан Политбироа ЦК ФЛН
  5. Мохамед Алак члан ЦК ФЛН
  6. Ђазари, амбасадор Алжира у Белгији.
4. Народна Република Ангола — делегацију Анголе сачињавали су:
  1. Амброзио Лукоки, министар образовања и члан Политбироа Народног покрета за ослобођење Анголе (МПЛА)
  2. Алфонсо Вендунем Мбинда, члан ЦК МПЛА и секретар ЦК за међународне односе
  3. Олга Лима, амбасадор у министарству иностраних послова
5. Република Аргентина — делегацију Аргентине сачињавали су:
  1. Алберт Родригез Варела, министра правосуђа;
  2. Хуан Карлос Белтраминго, амбасадор Аргентине у СФРЈ
  3. Тулио Оскар Сугасти, опуномоћени министар
  4. Фернандо Патреља, саветник у министарству иностраних послова
  5. Хосе Мариа Угарте, генерални директор у министарству правосуђа
6. Државна заједница Аустралија — делегацију Аустралије сачињавали су:
  1. Андрју Пикок, министар иностраних послова
  2. Дејвид Ијенс, први помоћник секретара у министарству иностраних послова
  3. Џон Макарти, шеф кабинета
  4. Д. И. Вили, отправник послова
7. Република Аустрија — делегацију Аустрије сачињавали су:
  1. Рудолф Кирхшлегер, председник Републике
  2. Бруно Крајски, савезни канцелар
  3. Вилибалд Пар, министар иностраних послова
  4. Хелмут Лидерман, амбасадор Аустрије у СФРЈ
8. Народна Република Бангладеш — делегацију Бангладеша сачињавали су:
  1. Зилур Рахман, председник Републике
  2. Шамсул Хуј, министар иностраних послова
  3. А. Р. С. Доха, амбасадор Бангладеша у СФРЈ
9. Барбадос — делегацију Барбадоса сачињавао je:
  1. А. В. Симондс, амбасадор Барбадоса у Лондону
10. Краљевина Белгија — делегација Белгије сачињавали су:
  1. краљ Бодуен I
  2. Вилфред Мартенс, председник Владе
  3. Анри Симоне, министар иностраних послова
  4. барон де Пош, шеф краљевског протокола
11. Народна Република Бенин — делегацију Бенина сачињавали су:
  1. Капо-Кики Тонакпон, министар за културу и члан Политбироа ЦК ПРНБ
  2. Агбахе Грегоар, министар за туризам и занатство
  3. Дегвенон Силвестр, отправник послова амбасаде у Румунији
12. Плуринационална држава Боливија — делегацију Боливије сачињавали су:
  1. Гастон Арауз Леви, министар иностраних послова
  2. Дермизаки, амбасадор Боливије у Белгији
13. Република Боцвана — делегацију Боцване сачињавао је:
  1. А. В. Кгаребе, амбасадор Боцване у Великој Британији
14. Савезна Република Бразил — делегацију Бразила сачињавали су:
  1. армијски генерал Хосе Фераз да Роха, државни министар и начелник Генералштаба
  2. Ото Аграпино Маја, министар иностраних послова
  3. мајор Карлос Артур Родолфо
  4. Мигуел Парањос до Рио, амбасадор Бразила у СФРЈ
15. Народна Република Бугарска — делегацију Бугарске сачињавали су:
  1. Тодор Живков, председник Државног већа и први секретар ЦК Бугарске комунистичке партије
  2. Петар Младенов, министар иностраних послова
  3. Илија Касев, помоћник министра унутрашњих послова
  4. др Борис Џибров, амбасадор у министарству иностраних послова
  5. Рајко Николов, амбасадор Бугарске у СФРЈ
16. Социјалистичка Република Бурмански Савез — делегацију Бурме сачињавали су:
  1. У Маунг Маунг Ка, председник Владе
  2. У Хла Тинт, директор у кабинету председника Владе
  3. У Тин Кјав Хлаинг, заменик директора у министарству иностраних послова
17. Република Бурунди — делегацију Бурундија сачињавали су:
  1. Рени Нконкенгуруте, министар за послове Председништва и члан Политбироа ПНЈП
  2. Сахбо Ансел, начелник у министарству иностраних послова
  3. Либере Ндабакваје, амбасадор Бурундија у СФРЈ
18. Ватикан — делегацију Ватикана сачињавали су:
  1. Акиле Силвестрини, секретар Већа за јавне послове Ватикана (у рангу министра иностраних послова)
  2. Микеле Чекини, папски нунциј
19. Боливарска Република Венецуела — делегацију Венецуеле сачињавао је:
  1. Хосе Веласко Замбрано, министар иностраних послова
20. Социјалистичка Република Вијетнам — делегацију Вијетнама сачињавао је:
  1. Хин Тан Пат, потпредседник Владе
21. Република Габон — делегацију Габона сачињавали су:
22. Република Гана — делегацију Гане сачињавали су:
23. Ко-оперативна Република Гвајана — делегацију Гвајане сачињавали су:
24. Република Гвинеја — делегацију Гвинеје сачињавали су:
25. Република Гвинеја Бисао — делегацију Гвинеје Бисао сачињавали су:
26. Горња Волта — делегацију Горње Волте сачињавали су:
27. Република Грчка — делегацију Грчке сачињавали су:
28. Краљевина Данска — делегацију Данске сачињавали су:
29. Арапска Република Египат — делегацију Египта сачињавали су:
30. Република Еквадор — делегацију Еквадор сачињавали су:
31. Република Екваторијална Гвинеја — делегацију Екваторијалне Гвинеје сачињавали су:
32. Савезна Демократска Република Етиопија — делегацију Етиопије сачињавали су:
33. Република Заир — делегацију Заира сачињавао је:
  1. Н. А. Линго, председник парламента
34. Република Замбија — делегацију Замбије сачињавали су:
  1. Кенет Каунда, председник Републике
  2. В. М. Чакулија, министар иностраних послова
  3. Р. Ц. Каманга, члан ЦК Уједињене странке националне независности (УНИП)
35. Зеленортска Острва — делегацију Зеленортских Острва сачињавали су:
36. Република Зимбабве — делегацију Зимбабвеа сачињавали су:
  1. Роберт Мугабе, председник Владе
  2. Б. Кадунгуре, министар за промет и енергетику
  3. Т. Мсика, министар за национално богатство и водопривреду
37. Република Индија — делегацију Индије сачињавали су:
  1. Индира Ганди, председник Владе
  2. Р. Д. Сате, секретар за иностране послове
  3. Ашоке Сен Чиб, амбасадор Индије у СФРЈ
38. Република Индонезија — делегацију Индонезије сачињавали су:
39. Република Ирак — делегацију Ирака сачињавали су:
  1. Садам Хусеин, председник Републике
  2. Садун Хамади, министар иностраних послова
40. Исламска Република Иран — делегацију Ирана сачињавали су:
41. Ирска — делегацију Ирске сачињавали су:
42. Исланд — делегацију Исланда сачињавали су:
43. Република Италија — делегацију Италије сачињавали су:
  1. Сандро Пертини, председник Републике
  2. Франческо Косига, председник Владе
  3. Одо Бјасини, министар за културу
44. Јамајка — делегацију Јамајке сачињавали су:
45. Јапан — делегацију Јапана сачињавали су:
46. Арапска Република Јемен — делегацију Северног Јемена сачињавали су:
  1. Кади Абдел, потпредседник Републике
  2. Карим ел Аларахи, председник парламента
47. Демократска Народна Република Јемен — делегацију Јужног Јемена сачињавали су:
48. Хашемитска краљевина Јордан — делегацију Јордана сачињавали су:
  1. краљ Хусеин II
  2. Абдел Хамид Шариф, председник Владе
  3. Ахмед Лоузи, шеф двора
49. Република Камерун — делегацију Камеруна сачињавали су:
50. Народна Република Кампућија — делегацију Кампућије сачињавали су:
51. Канада — делегацију Канаде сачињавали су:
52. Република Кенија — делегацију Кеније сачињавали су:
53. Народна Република Кина — делегацију Кине сачињавали су:
  1. Хуа Гуофенг, председник Владе и председник ЦК Комунистичке партије Кине (КПК)
  2. Чи Пенгфеј, члан ЦК КПК и потпредседник Владе
  3. Чанг Хајфенг, заменик министра иностраних послова
  4. Чу Чуен, амбасадор Кине у СФРЈ
54. Република Кипар — делегацију Кипра сачињавали су:
55. Република Колумбија — делегацију Колумбије сачињавали су:
56. Народна Република Конго — делегацију Конга сачињавали су:
57. Демократска Народна Република Кореја — делегацију Северне Кореје сачињавали су:
  1. Ким Ил Сунг, председник Републике и генерални секретар Радничке партије Кореје (РКП)
  2. О. Џин, министар одбране и члан Политбироа ЦК РКП
  3. Хо Дам, министар иностраних послова
  4. Ли Чин Мок, први заменик министра иностраних послова
58. Република Костарика — делегацију Костарике сачињавали су:
59. Република Куба — делегацију Кубе сачињавали су:
  1. Карлос Рафаел Родригез, потпредседник Државног савета и члан Политбиро ЦК КП Кубе
  2. Исидоро Малмијерка, министар иностраних послова и члан ЦК КП Кубе
  3. Хосе Вијеира, заменик министра иностраних послова
  4. Карлос Салсаменди, помоћник потпредседника Државног савета
  5. Елој Валдес, амбасадор Кубе у СФРЈ
60. Држава Кувајт — делегацију Кувајта сачињавали су:
61. Република Либан — делегацију Либана сачињавали су:
62. Република Либерија — делегацију Либерије сачињавали су:
63. Велика Социјалистичка Народна Либијска Арапска Џамахирија  — делегацију Либије сачињавали су:
  1. бригадир Абу Бакр Јунис Џабер, главни командант оружаних снага
  2. пуковник Мухамед Алхалали
  3. пуковник Салах ал Феројани
64. Кнежевина Лихтенштајн —
65. Велико Војводство Луксембург —
66. Република Мадагаскар —
67. Народна Република Мађарска —
68. Република Малдиви —
69. Федерација Малезија —
70. Република Мали —
71. Република Малта —
72. Краљевина Мароко —
73. Република Маурицијус —
74. Исламска Република Мауританија —
75. Сједињене Мексичке Државе —
76. Народна Република Монголија —
77. Народна Република Мозамбик —
78. Немачка Демократска Република — делегацију Источне Немачке сачињавали су:
  1. Ерих Хонекер, председник Државног већа и генерални секретар ЦК Јединствене социјалистичке партије Немачке (ЈСПД)
  2. Манфред Флегел, потпредседник Владе
  3. Оскар Фишер, министар иностраних послова
  4. Герхард Хан, амбасадор Источне Немачке у СФРЈ
79. Савезна Република Немачка — делегацију Западне Немачке сачињавали су:
  1. Карл Карстенс, председник Републике
  2. Хелмут Шмит, савезни канцелар
  3. Ханс-Дитрих Геншер, министар иностраних послова
80. Краљевина Непал —
81. Република Нигер —
82. Савезна Република Нигерија —
83. Република Никарагва —
84. Краљевина Норвешка —
85. Нови Зеланд —
86. Република Обала Слоноваче —
87. Султанат Оман —
88. Исламска Република Пакистан —
89. Република Панама —
90. Република Перу —
91. Народна Република Пољска — делегацију Пољске сачињавали су:
  1. Едвард Гјерек, први секретар ЦК Пољске уједињене радничке партије (ПУРП)
  2. Војћех Јарузелски, министар одбране и члан Политбироа ЦК ПУРП
  3. Јержи Вашук, секретар ЦК ПУРП
  4. Виктор Кинецки, амбасадор Пољске у СФРЈ
92. Португалска Република —
93. Република Руанда —
94. Социјалистичка Република Румунија — делегацију Румуније сачињавали су:
  1. Николаје Чаушеску, председник Републике и генерални секретар Румунске комунистичке партије (РКП)
  2. Илије Вердет, председник Владе
  3. Стефан Андреј, министар иностраних послова
95. Савез Совјетских Социјалистичких Република — делегацију Совјетског Савеза сачињавали су:
  1. Леонид Иљич Брежњев, председник Президијума Врховног совјета СССР и генерални секретар ЦК Комунистичке партије Совјетског Савеза (КПСС)
  2. Андреј Громико, министар иностраних послова и члан Политбироа ЦК КПСС
  3. Н. Н. Родинов, амбасадор Совјетског Савеза у СФРЈ
96. Република Сан Марино —
97. Демократска Република Сао Томе и Принципе  —
98. Република Сејшели —
99. Република Сенегал —
100. Република Сијера Леоне —
101. Република Сингапур —
102. Сиријска Арапска Република —
103. Сједињене Америчке Државе — делегацију САД сачињавали су:
  1. Волтер Мондејл, потпредседник САД
  2. Лилиан Картер, мајка и специјални изасланик председника САД Џимија Картера
  3. Ејверел Хариман, бивши гувернер државе Њујорк и дипломата
  4. Џорџ Вест, помоћник државног секретара
104. Демократска Република Сомалија —
105. Република Судан —
106. Краљевина Тајланд  —
107. Уједињена Република Танзанија  —
108. Тоголешка Република —
109. Република Тринидад и Тобаго —
110. Тунишанска Република —
111. Турска Република —
112. Република Уганда —
113. Уједињено Краљевство Велике Британије и Северне Ирске — делегацију Уједињеног Краљевства сачињавали су:
  1. принц Филип, војвода од Единбурга и супруг краљице Елизабете II
  2. Маргарет Тачер, председник Владе
  3. Лорд Карингтон, министар иностраних послова
  4. Вилијам Дикин, бивши шеф британске мисије при НОВ и ПОЈ
  5. Фицрој Маклејн, бивши шеф британске мисије при НОВ и ПОЈ
114. Источна Република Уругвај  —
115. Република Филипини —
116. Република Финска —
117. Република Француска —
118. Краљевина Холандија —
119. Централноафричка Република —
120. Чехословачка Социјалистичка Република — делегацију Чехословачке сачињавали су:
  1. Густав Хусак, председник Републике и генерални секретар ЦК Комунистичке партије Чехословачке (КПЧ)
  2. Јакес Милос, секретар ЦК КПЧ
  3. Бохуслав Њоупек, министар иностраних послова
  4. Олдрих Павловски, амбасадор Чехословачке у СФРЈ
121. Швајцарска Конфедерација — делегацију Швајцарске сачињавали су:
  1. Пјер Обер, министар иностраних послова
  2. Х. Хес, амбасадор Швајцарске у СФРЈ
122. Краљевина Шведска — делегацију Шведске сачињавали су:
  1. краљ Карл Густав XVI
  2. Ола Улстен, министар иностраних послова
  3. Бертил Арвидсон, амбасадор Шведске у СФРЈ
123. Краљевина Шпанија — делегацију Шпаније сачињавали су:
  1. Адолфо Суарез, председник Владе
  2. Марселино Ореха, министар иностраних послова
124. Демократска Социјалистичка Република Шри Ланка —

## Међународне делегација
Списак 9 делегација међународних организација које су присуствовале сахрани:
1. Арапска лига — делегацију Арапске лиге су сачињавали:
  1. Шедли Клиби, генерални секретар
2. Европски парламент — делегацију Европског парламента су сачињавали:
  1. Симон Веил, председник Парламента
  2. Енцо Бетица, посланик
3. Европски савет — делегацију Европског савета је сачињавао:
  1. Граур Карасен, генерални секретар
4. Европска заједница — делегацију Европске заједнице је сачињавао:
  1. Вилхелм Хаверкамп, председник Извршног већа Европске заједнице
5. Комонвелт нација — делегацију Комонвелта сачињавао је:
  1. Усридат Рампал, генерални секретар
6. Организација афричког јединства — делегацију Афричког јединства је сачињавао:
  1. Омар М. Мунтасер, амбасадор
7. Организација за економску сарадњу и развој (ОЕЦД) — делегацију ОЕЦД су сачињавали:
  1. Емил Ван Ленеп, генерални секретар
  2. Луси Дутен, шеф кабинета
8. Организација уједињених нација (ОУН) — делегацију Уједињених нација су сачињавали:
  1. Курт Валдхајм, генерални секретар ОУН
  2. П. Н. Дар, члан делегације
  3. Алберт Бохан, члан делегације
  4. Руди Штајдухар, члан делегације
  5. Џон Хрусовски, члан делегације
  6. Нил Брин, члан делегације
  7. Јанез Становник, члан делегације
  8. Ганин ал Атраги, члан делегације
  9. Хаиме Ренарт, члан делегације
9. Организација Уједињених нација за образовање, науку и културу (УНЕСКО) — делегацију УНЕСКО су сачињавали:
  1. Амаду Махтар Мбо, генерални секретар
  2. Драгољуб Најман, помоћник директора
  3. Асер Делеон, начелник одељења

## Политичке делегације
Неке од 65 делегација политичких партија и синдикалних организација које су присуствовале сахрани:
1. Комунистичка партија Аустралије
2. Лабуристичка странка Аустралије
3. Комунистичка партија Аустрије
4. Комунистичка партија Белгије
5. Франкофонска социјалистичка странка Белгије
6. Авами лига Бангладеша
7. Комунистичка партија Велике Британије
8. Лабуристичка партија
9. Комунистичка партија Грчке
10. Грчка уједињена демократска левица
11. Грчка странка демократског социјализма
12. Панхеленски социјалистички покрет — делегацију ПАСОКА сачињавао је:
  1. Андреас Папандреу, генерални секретар
13. Грчка конфедерација рада
14. Комунистичка партија Данске
15. Доминиканска револуционарна странка
16. ППО Египат
17. Комунистичка партија Италије
18. Социјалистичка партија Италије
19. Социјалдемократска странка Италија
20. ПДУП-МЛС Италија
21. Демохришћанска странка Италије
22. Комунистичка партија Ирске
23. Комунистичка партија Јапана
24. Социјалистичка партија Јапана
25. Афрички национални конгрес из Јужноафричке Републике
26. Комунистичка партије Колумбије
27. Комунистичка партија Либана
28. ПСП Либана
29. УСФП Марока
30. ППС Марока
31. Комунистичка партија Маурицијуса
32. Комунистичка партија Мексика
33. Немачка комунистичка партија
34. Социјалдемократска партија Немачке — делегацију СПД сачињавао је:
  1. Вили Брант, председник и председник Социјалистичке интернационале
35. НП Нигерије
36. Комунистичка партија Португалије
37. УЕДС Португалије
38. Комунистичка партија Сан Марина
39. Социјалистичка странка Сан Марина
40. НРП Турска
41. Комунистичка партија Француске
42. Социјалистичка партија Француске — делегацију СП француске сачињавали су:
  1. Франсоа Митеран, први секретар
  2. Лионел Жоспен, национални секретар
43. Уједињена социјалистичка странка Француске
44. Демократска федерација рада Француске
45. Покрет левих радикала Француске
46. ЦГТ Француске
47. Комунистичка партија Холандије
48. ПВДА Холандије
49. Социјалистичка странка Чилеа
50. Комунистичка партија Чилеа
51. МАПУ Чиле
52. Радикална странка Чилеа
53. Швајцарска странка рада
54. ПОЦХ Швајцарске
55. Шведска лева партија комуниста
56. Шведска СДС
57. Комунистичка партија Шпаније
58. Шпанска социјалистичка радничка партија — делегацију ПСОЕ сачињавао је:
  1. Фелипе Гонзалес, генерални секретар
59. УГТ Шпаније
60. Странка слободе Шри Ланке

### Делегације ослободилачких покрета
Списак три делегације ослободилачких покрета које су присуствовале сахрани:
1. Палестинска ослободилачка организација (ПЛО) — делегацију ПЛО су сачињавали:
  1. Јасер Арафат, председник Извршног комитета
  2. Фарук Кадуми, шеф Политичког одељења
2. Југозападноафричка народна организација (СВАПО) — делегацију СВАПО су сачињавали:
  1. Давид Мероро, председник Националне скупштине
3. Народни фронт за ослобођење Сагија ел Амре и Рио де Ороа (Фронт Полисарио) — делегацију Фронта Полисарио су сачињавали:
  1. Мухамед Абдел Азиз, генерални секретар и председник Војног већа
  2. Кенти Јуда, председник Скупштине и члан Политбироа
  3. Мансур Омар, члан Политбироа

## Државе без званичних делегација
Списак 25 држава које нису послале државне делегације на сахрану Јосипа Броза Тита:
1. Кнежевина Андора
2. Емират Бахреин
3. Краљевина Бутан
4. Република Гамбија
5. Република Гватемала
6. Доминиканска Република — из Доминиканске Републике сахрани су присуствовали представници опозиционе Доминиканске револуционарне странке
7. Држава Израел — из Израела сахрани су присуствовали представници ослободилачког покрета ПЛО који су се борили за независност Палестине
8. Република Кореја
9. Република Јужна Африка — из Јужноафричке Републике сахрани су присуствовали представници ослободилачког покрета СВАОП који су се борили за независност Намибије
10. Држава Катар
11. Савез Комора
12. Демократска Народна Република Лаос
13. Република Малави
14. Кнежевина Монако
15. Независна Држава Папуа Нова Гвинеја
16. Република Парагвај
17. Република Ел Салвадор
18. Саудијска Арабија
19. Република Суринам
20. Уједињени Арапски Емирати
21. Република Хаити
22. Република Хондурас
23. Република Чад
24. Република Чиле — из Чилеа сахрани су присуствовали представници неколико опозиционих партија
25. Република Џибути